# AGIR
O AGIR (PTP-MAS) foi uma coligação portuguesa de partidos para fins eleitorais constituída pelo Partido Trabalhista Português (PTP) e pelo Movimento Alternativa Socialista (MAS), anotada no Tribunal Constitucional a 27 de julho de 2015.
O AGIR foi fundado como movimento político liderado por Joana Amaral Dias, coligando-se formalmente com o Partido Trabalhista Português (PTP) e o Movimento Alternativa Socialista (MAS) a 21 de julho de 2015, tendo-se dissolvido após as eleições legislativas desse ano, nas quais não elegeu quaisquer deputados.

## Dirigentes
- Amândio Madaleno (PTP)
- Joana Amaral Dias (AGIR)
- José Manuel Coelho (PTP)
- Gil Garcia (MAS)

## Resultados Eleitorais

### Eleições legislativas
| Data | Líder             | Votos  | %          | Deputados | +/- | Status |
| ---- | ----------------- | ------ | ---------- | --------- | --- | ------ |
| 2015 | Joana Amaral Dias | 20 749 | 0,4 (13.º) | 0 / 230   | n/a | n/a    |

## Galeria

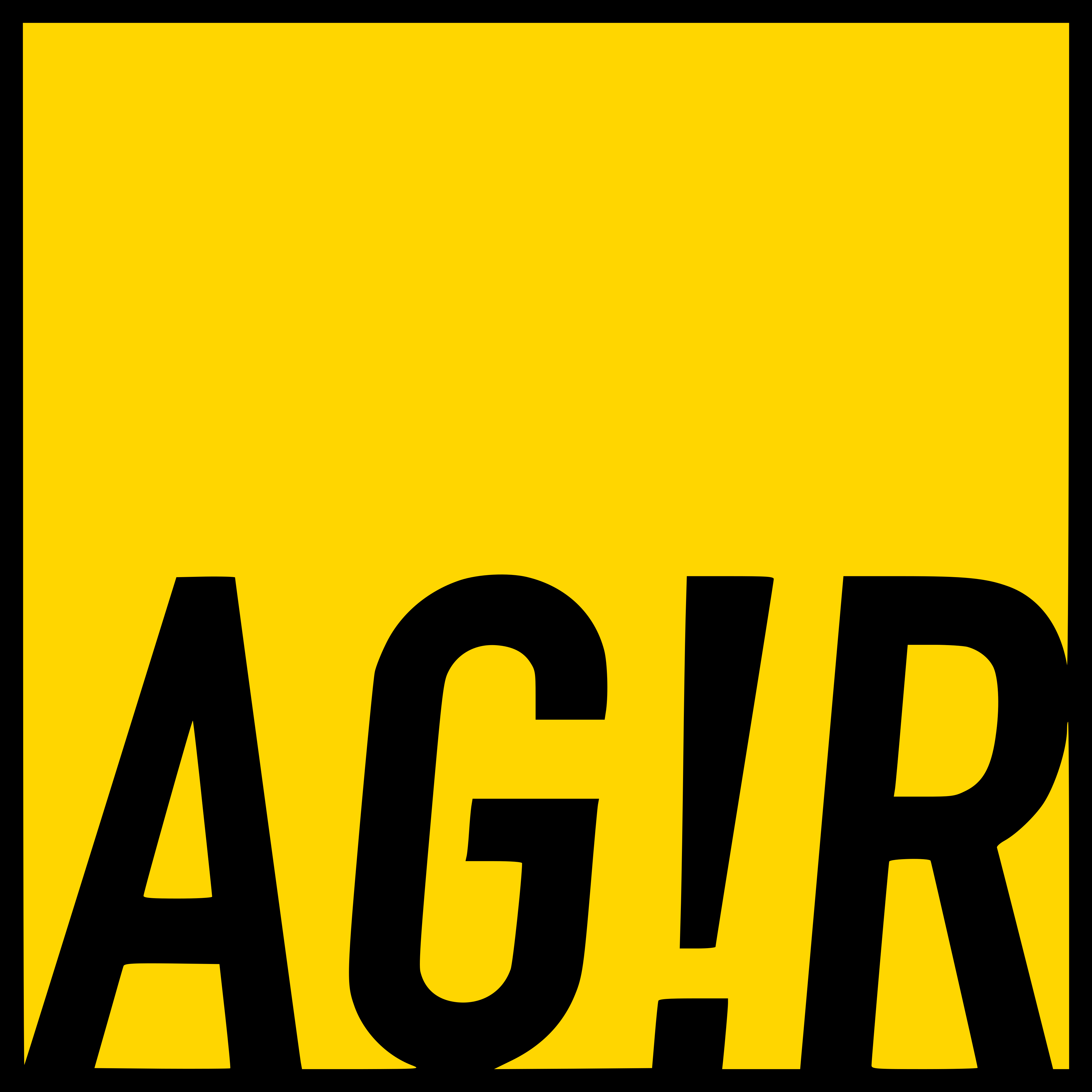
Logotipo do AGIR.
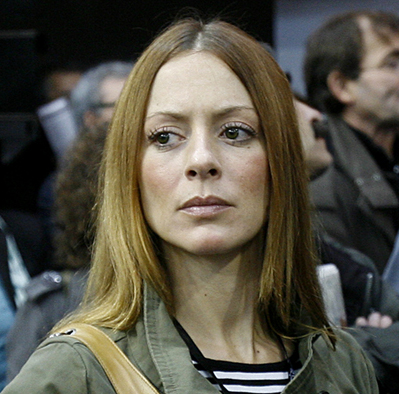
Joana Amaral Dias.